# 布列克
布列克（法語：Briec，法語發音：[bʁijɛk]）是法国菲尼斯泰尔省的一个市镇，位于该省南部，属于坎佩尔区。

## 地理
布列克（48°6'6"N, 4°0'6"W）面积67.87 平方千米，位于法国布列塔尼大區菲尼斯泰尔省，该省份为法国最西部的省份，位于布列塔尼半岛西部，北西南三面环大西洋，东临阿摩尔滨海省和莫尔比昂省。
与布列克接壤的市镇（或旧市镇、城区）包括：卡斯特、埃代恩、埃尔盖加贝里克、古埃泽克、朗德雷瓦尔泽克、朗迪达勒、朗戈朗、洛泰、坎佩尔。

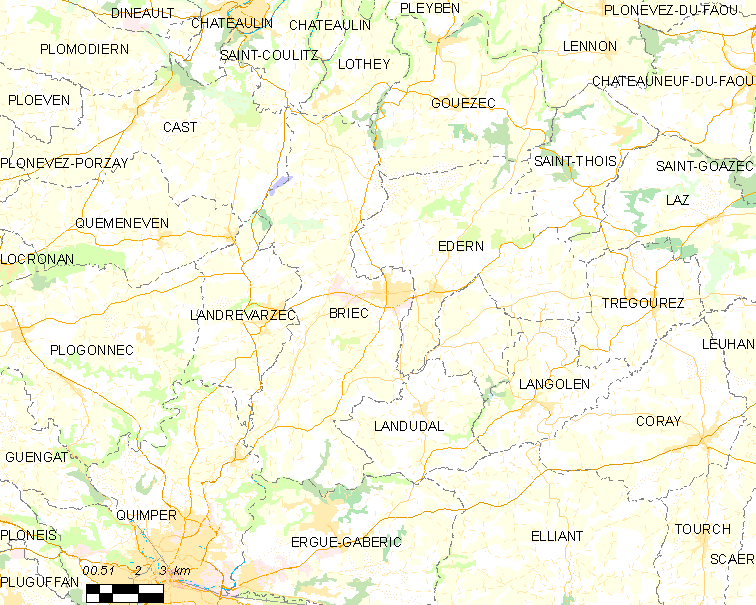
布列克的OSM定位图

布列克的时区为UTC+01:00、UTC+02:00（夏令时）。

## 行政
布列克的邮政编码为29510，INSEE市镇编码为29020。

## 政治
布列克所属的省级选区为布列克县。

## 人口

1962-2008年间布列克人口变化图示

布列克于2022年1月1日时的人口数量为5815人。